# Andrija Kaštelan
Andrija Kaštelan (Barbat na Rabu, 30. listopada 1934.), hrvatski akademik.

## Životopis
Redoviti je član Hrvatske akademije znanosti i umjetnosti.